# Poer (bouwkunde)

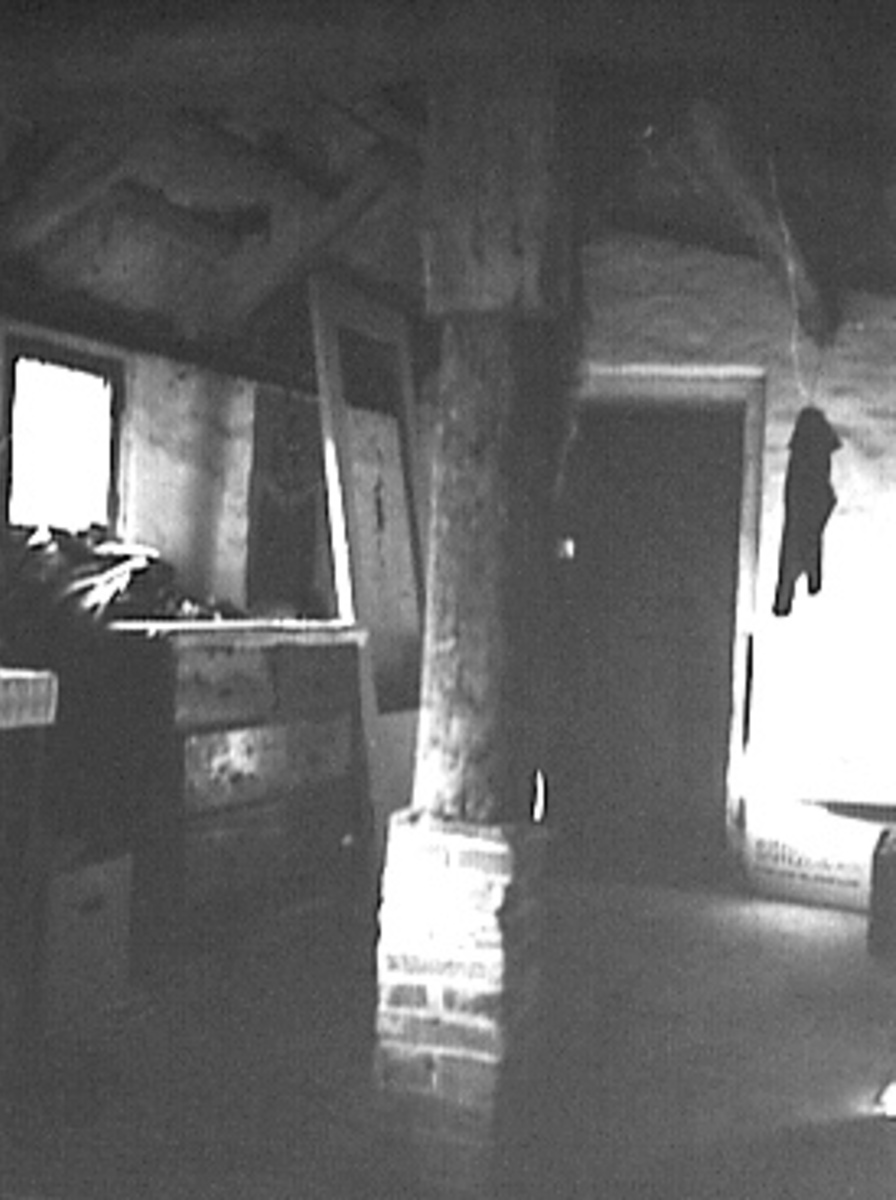
Stijl op poer

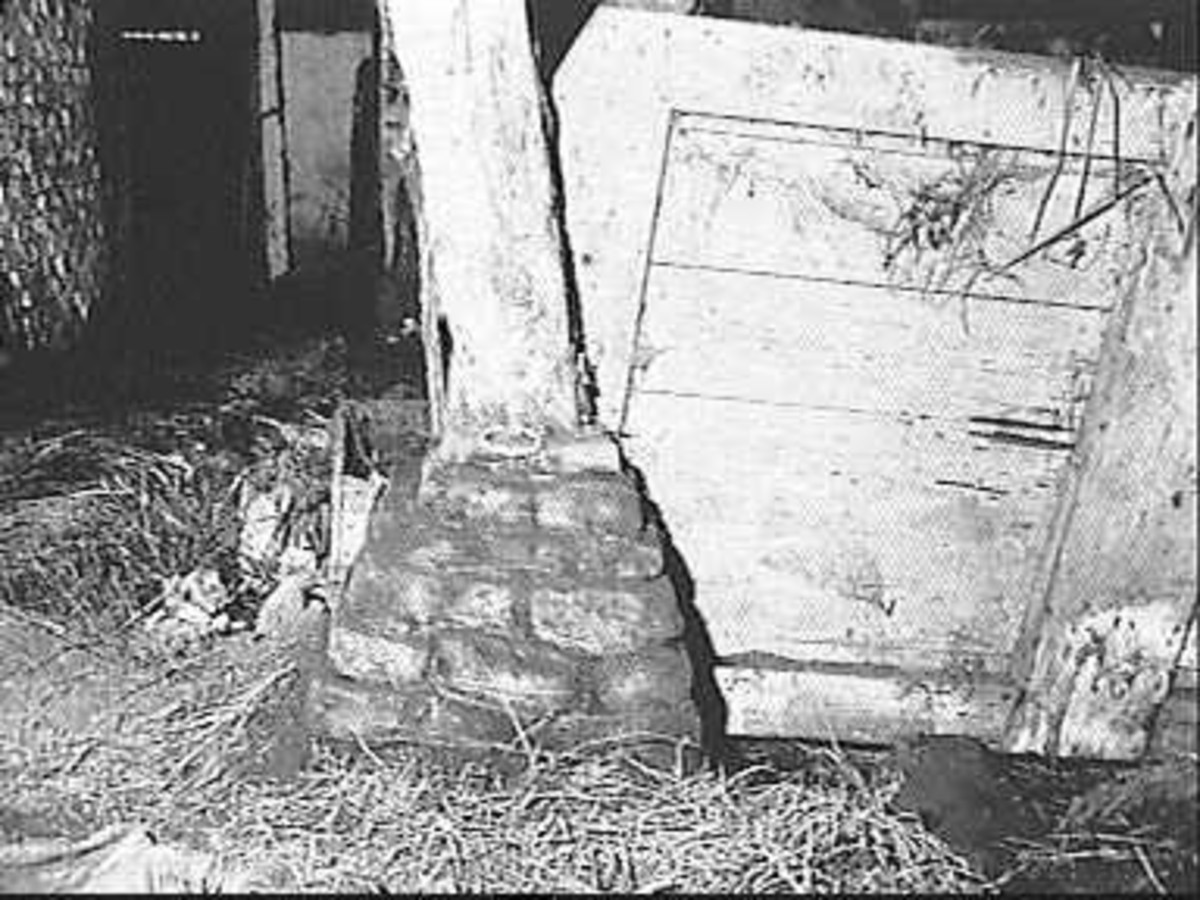
Dunne stijl op poer van moppen

Een poer is in de bouwkunde een ondersteuning, bedoeld om de krachten uit een bouwwerk over te dragen op de ondergrond (fundering op staal) of op de paalfundering. Andere woorden voor poer zijn: stiep, por, porring of teerling. Een ander voordeel van een poer is dat de (houten) stijl niet in de natte grond staat en dus niet weg rot.

## Vloeren
In veel oudere huizen dragen gemetselde poeren de balklaag van de beganegrond. Een poer is dan vaak één steen in het vierkant en rust na een aantal versnijdingen op de vaste grondslag.

## Kolommen
Bij een bouwwerk waar kolommen zijn toegepast veroorzaken deze kolommen hoge puntbelastingen op de ondergrond. Om deze krachten op de fundering over te kunnen brengen worden poeren toegepast. Bij een fundering op staal zal de poer direct op de ondergrond worden aangelegd. Bij een fundering op palen zal de poer met de bovenkant van de funderingspalen worden verbonden, waarna op de poer een kolom kan worden aangebracht.

## Paalfundering
Naargelang van de hoeveelheid funderingspalen onder de poer wordt deze: 1-paals, 2-paals, 3-paals of zelfs veel-paalspoer genoemd. Bij hoge bouwwerken zijn de krachten die door de poer moeten worden overgedragen zo groot, dat de poer noodzakelijkerwijs extreme afmetingen aanneemt. Een dikte van dergelijke poeren van 3.00 meter is dan geen uitzondering.
Wanneer palen in lijn worden geplaatst zullen de momenten, draaiende om deze lijn, moeilijker kunnen worden opgenomen. Bij plaatsing van palen in een raster, zal de poer in alle richtingen, qua momentopname, stijver reageren ten opzichte van de situatie met in lijn geplaatste palen.

## Geschiedenis
De belangrijkste bouwkundige ontwikkeling in Europa gedurende de late middeleeuwen lijkt vooral de overgang van simpele constructies met ingegraven stijlen en een beperkte levensduur naar gecompliceerde gebintconstructies op stenen poeren te zijn. Om deze constructies te stabiliseren, waren stevige houtverbindingen en extra schoren - zowel in de langs- als de dwarsrichting - nodig. In de regel gingen gebouwen met ingegraven stijlen niet meer dan 50 tot 60 jaar mee, bij zachte houtsoorten en in vochtige omstandigheden aanmerkelijk minder, zelden langer dan 100 jaar. Daarentegen zijn sommige gebouwen uit de twaalfde of dertiende eeuw die op stenen waren gefundeerd, nog steeds voorhanden.